# 群馬県道151号津久田停車場前橋線
群馬県道151号津久田停車場前橋線（ぐんまけんどう 151ごう つくだていしゃじょうまえばしせん）は、群馬県渋川市のJR津久田駅前から前橋市に至る一般県道である。

## 概要
名目上は渋川市北部(赤城町)と前橋市街地を結ぶ路線である。しかし実態は、旧沼田街道の系列や旧道となった道筋、村道規模の道路の継合せである。
国道353号、県道34号渋川大胡線と重複する区間が多くある。重複区間から独立し、実質的に機能するのは富士見町田島−前橋市(終点)の間である。
北部区間である赤城町は、狭い道幅の箇所が多く、対面通行が困難な場合がある。

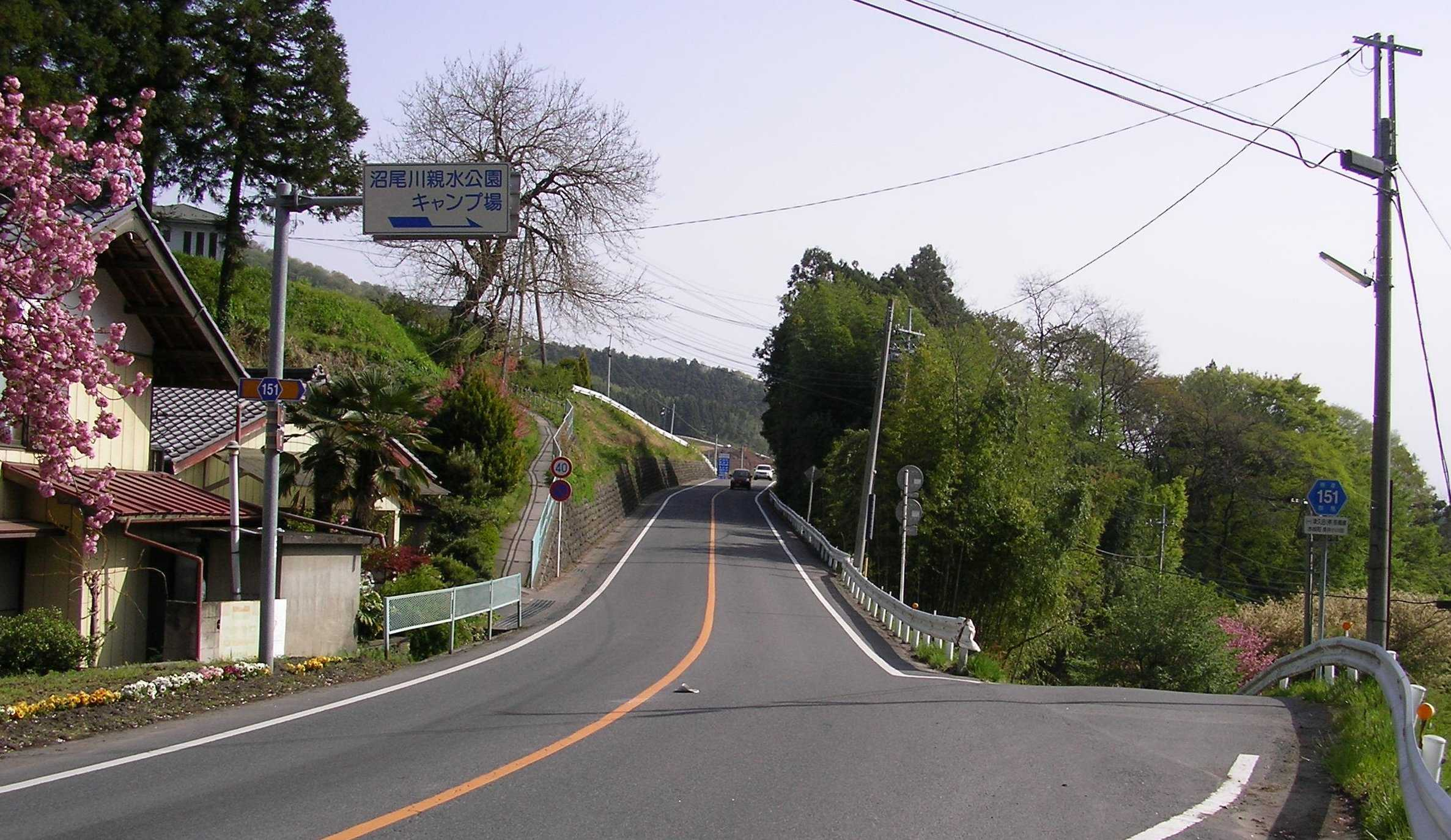
県道151号・157号交差点。151号は右の谷底から上がり、折り返して左正面方向へと向かう。起点の津久田駅付近からこの合流点までは異常な狭隘区間である。渋川市赤城町長井小川田にて

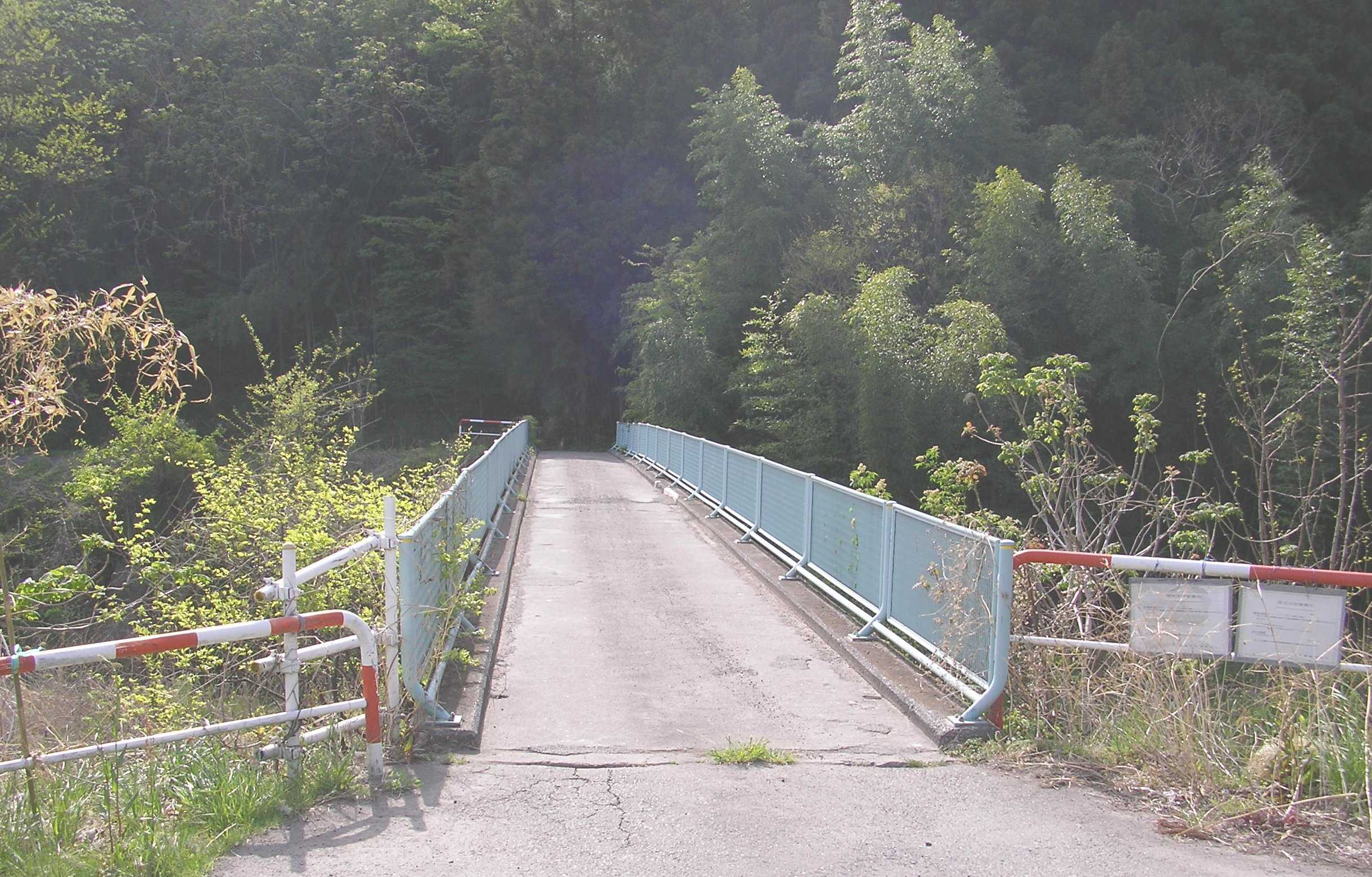
関下橋。幅員2.0mという最小限の狭隘車道。渋川市赤城町長井小川田

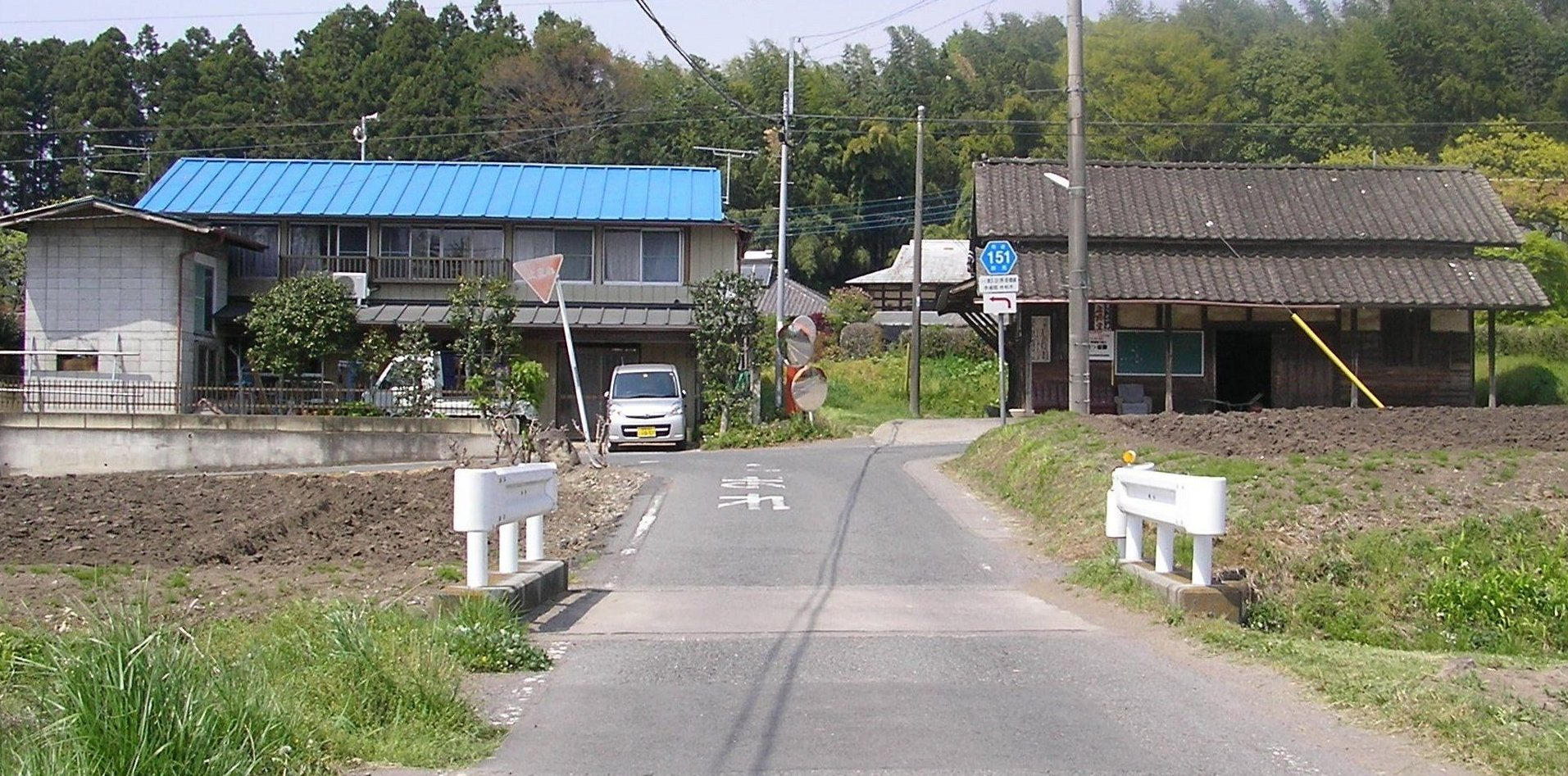
渋川市赤城町持柏木にて。狭隘路のT字路交差点やヘアピンカーブなど、北部寄りのルートは変化に富む

渋川市赤城町区間での錯綜したルートと狭隘区間散在は、県道らしからぬ特異な状況を形成している。ただ単に津久田駅方面から国道353号や前橋方面に抜けるのであれば、群馬県道255号下久屋渋川線などを利用する方が無難である。
起点から国道353号と重複するまでの区間では、歩道付きのゆとりある区間もあれば、細かい右左折や車1台分の狭い幅員の住宅道路、山道もあるなど、変化に富んでいる。
途中他の県道と重複した際、県道151号の方が若番であるが、案内標識では表示はなされていない。沿道には古い石の道標や戦前の道路改良記念碑、昭和30年代以前の古い橋などが見られ、道筋自体の古さがうかがわれる。
通過困難箇所は、起点の津久田駅から南方の敷島駅に至るまで利根川河岸の東側傾斜地を大迂回していく赤城町長井小川田から津久田付近である。県道157号と合流する交差点は、京都市の国道477号百井別れ交差点のような急角度・急勾配の逆トの字型合流点である。
157号が対向2車線であるため、終点側からの交差点通過は国道477号ほど困難ではない。だが、ここから沼尾川の谷側に降りると、津久田方面に向けて架橋された関下橋の幅員は実効2m未満に過ぎず、橋の欄干に設置された高いフェンスと相まって、生活道路として辛うじて機能する程度の狭隘路となっている。
赤城町から北橘町、富士見町山口ま
までが国道353号と重複する。山口交差点にて国道353号と別れた後は、江戸期の「旧沼田街道」の米野宿(富士見町米野)まで南下する。
米野宿の通りは狭い。米野十字路から東進した田島十字路までは県道34号線と重複する。田島交差点で34号と分かれて前橋市街地へと南進する。
南下後の富士見町原之郷から北代田町交差点にかけてはロードサイドショップが並ぶ。
朝夕のラッシュ時刻には原之郷−青柳−北代田−若宮の富士見町地区から青柳、北代田の南橘地区、前橋市街で慢性的な渋滞が発生する。
北代田より桃ノ木川を渡って東部バイパスに合流、日吉町の終点に至る。
若宮町4丁目交差点を通過する県道4号の前橋赤城線を「赤城県道」と呼ぶことがある。これに対して、若宮町から田島交差点までの区間が「石井県道」と呼称されることがある。田島交差点から富士見町石井へは北へ連なる道であるため、地元で定着した通称である。
しかし、前橋から石井への街道のうち、田島交差点から北は県道151号が通過していない。

### 路線データ
- 起点：渋川市赤城町津久田 津久田停車場[注釈 1]
- 終点：前橋市若宮町四丁目（若宮町四丁目交差点）[注釈 2]
- 重要な経過地：勢多郡北橘村[注釈 3]、富士見村[注釈 4]

## 歴史
元々は、旧勢多郡横野村大字溝呂木(現 渋川市赤城町溝呂木)で接続していた2つの県道を1本にまとめる形で形成された路線である。

### 年表
- 1938年（昭和13年）8月24日：「溝呂木前橋線」として、横野村大字溝呂木−前橋市竪町十字路間を群馬県道指定。
- 1950年（昭和25年）8月29日：「津久田停車場溝呂木線」として、津久田停車場(1948年に信号場より昇格)−横野村大字溝呂木間を群馬県道指定[注釈 5]。
- 1959年（昭和34年）9月18日：群馬県より現道路法に基づき、県道津久田停車場前橋線（勢多郡赤城村−北橘村−富士見村−前橋市北代田町、整理番号47）として路線認定される[1]。
  - 群馬県道の再編により、溝呂木前橋線と津久田停車場溝呂木線を統合、前橋側の終点を才川町260番地先（現 日吉町内）の前橋赤城線交点までとした「津久田停車場前橋線」となる。
  - 同時に、前身路線にあたる県道溝呂木前橋線(勢多郡赤城村大字溝呂木−前橋市、整理番号45)・溝呂木津久田停車場線(赤城村大字溝呂木−津久田停車場、整理番号46)が路線廃止される[2]。
- 1963年（昭和38年）3月8日：終点の前橋赤城線交点が前橋市才川町内で若干変更。
- 1965年（昭和40年）12月14日：1951年以降農林省によって勢多郡富士見村山口(現 前橋市富士見町山口)− 勢多郡新里村大字板橋(現 桐生市新里町板橋)間の高原地帯で、赤城山南面を東西に通過する「開拓道路」の新規開削・整備が進められ、1961年10月21日付で「群馬県道山口板橋大間々線」に指定されて拡幅も順次進行していたが、陳情によって本路線の接続する赤城村大字持柏木−富士見村大字山口間が、開拓道路の一部に区域編入される[注釈 6]。

## バイパス
錯綜とした区間を解消するため、渋川市赤城町の区間（宮田‐持柏木）ではバイパスが整備されている。一部では併用が始まっている。
現道の見立から持柏木にかけては道幅が狭小で普通車1台分の幅員の個所もある。通学路にもなっている場所では歩行者の安全が確保できないこともある。

宮田から勝保沢にかけては道幅にはいくらかゆとりはあるもののヘアピンカーブが連続している。宮田坂と呼ばれる渋川市道が本県道の当該区間と並行して通っているが、こちらもヘアピンカーブが連続している上に、歩行者が横切る個所があり、なおかつ道幅が狭小である。いずれの道路も通行に支障をきたす状況である。
このバイパスによって上述のヘアピンカーブの連続や自動車1台分の幅の区間（宮田坂を含む）が解消される。

## 地理

### 通過する自治体
- 渋川市 - 前橋市

### 交差する道路
- 群馬県道255号下久屋渋川線（わずかながら重複する） - 渋川市赤城町津久田
- 群馬県道157号赤城山敷島停車場線（敷島駅前まで重複） - 同市赤城町長井小川田
  - これより先、同市赤城町宮田まで県道157号 および 255号と重複し、県道151号の表示は消える。
- 群馬県道70号大間々上白井線 - 同市赤城町津久田 （津久田交差点）
- 群馬県道255号下久屋渋川線（次まで重複する） - 同市赤城町敷島 （敷島駅前交差点）
- 群馬県道255号下久屋渋川線 - 同市赤城町宮田
  - ここから単独区間に戻る。
- 国道353号 - 同市赤城町上三原田
- 国道353号（前橋市富士見町山口まで重複） - 同市赤城町持柏木
- 群馬県道159号持柏木寄居線 - 同市北橘町上南室 （上南室交差点）
- 国道353号（重複終わり） - 前橋市富士見町山口
- 群馬県道34号渋川大胡線（田島交差点まで重複） - 同市富士見町米野
- 群馬県道34号渋川大胡線（重複終わり） - 同市富士見町田島
- 群馬県道101号四ツ塚原之郷前橋線 - 同市富士見町原之郷 （原之郷交差点）
- 国道17号上武道路 - 同市青柳町（立体交差）
- 群馬県道76号前橋西久保線 - 同市龍蔵寺町 （青柳交差点）
- インターハイ道路（前橋市道） - 同市北代田町
- 前橋市道東部環状線（終点までわずかに重複） - 同市若宮町4
- 群馬県道4号前橋赤城線 および 前橋市道東部環状線 - 終点